# Walisische Badmintonmeisterschaft 2004
Die Walisische Badmintonmeisterschaft 2004 fand in Llanelli statt. Es war die 52. Austragung der nationalen Titelkämpfe im Badminton in Wales.

## Titelträger
| Disziplin    | Sieger                            |
| ------------ | --------------------------------- |
| Herreneinzel | Irwansyah                         |
| Dameneinzel  | Kelly Morgan                      |
| Herrendoppel | Chris Rees Irwansyah              |
| Damendoppel  | Joanne Muggeridge Felicity Gallup |
| Mixed        | Matthew Hughes Joanne Muggeridge  |